# Духовные песни Мартина Лютера в переводе Шимона Крофея

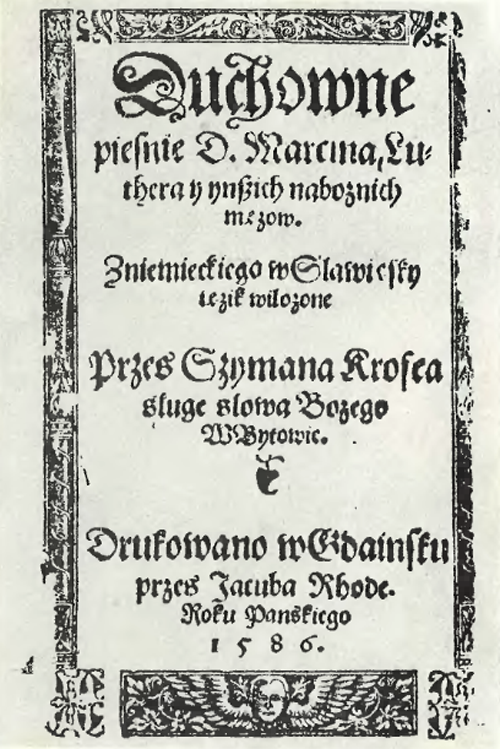
Титульная страница перевода «Духовных песен» Мартина Лютера

Духо́вные пе́сни Ма́ртина Лю́тера в перево́де Ши́мона Кро́фея (пол. Duchowne piesnie D. Marcina Luthera y ynszich naboznich męzow Z niemieckiego w Slawięsky iezik wilozone Przez Szymona Krofea, sluge slowa Bozego w Bytowie) — средневековый памятник письменности, созданный в 1586 году в Кашубии. Язык памятника — польский с региональными севернопольскими особенностями и элементами кашубского языка. Появившийся в эпоху распространения Реформации, памятник представляет собой переводы с немецкого языка церковных гимнов Мартина Лютера, выполненные кашубским священником Ш. Крофеем. Является самой первой кашубской печатной книгой (издана в типографии Якуба Роде (Jacub Rhode) в Гданьске).

## Язык памятника
До нашего времени сохранился только один экземпляр «Духовных песен», он был найден в 1896 году Ф. Тетцнером (F. Tetzner) в архиве парафии (церковного прихода) Смолдзино (на северо-западе Кашубии). На рубеже XIX—XX веков анализ текста «Духовных песен» проводили Ф. Лоренц и Ю. Ленговский (J. Łęgowski), позднее, во второй половине XX века, изучали текст Х. Каминская (H. Kamińska) и Х. Поповская-Таборская (H. Popowska-Taborska), используя фотокопии книги, изданной Р. Олешом в Кёльне в 1958 году, также с текстом книги работал З. Шултка (Z. Szultka).
Как и все остальные дошедшие до нас памятники письменности Кашубского Поморья «Духовные песни» написаны в основном на так называемом польском литературном языке Поморья, включающем целый ряд кашубизмов разных языковых уровней — фонетических, грамматических и лексических элементов кашубского языка. Создание данных памятников письменности связано прежде всего с распространением протестантизма — с необходимостью перевода религиозных текстов для славянского населения поморского региона, и так как протестантизм затронул только северо-запад Кашубии (остальная Кашубия сохраняла приверженность католичеству), большая часть кашубизмов представляет собой элементы севернокашубского диалекта.
К языковым особенностям памятника относят:
- наличие следов изменения древнего носового гласного *ę > i;
- отвердение мягких согласных s’, z’ и переход мягких согласных t’, d’ в твёрдые аффрикаты с, ʒ;
- наличие áł (из oł, возникшего на месте сонантов l’ и l): pauny, paulny «полный» при польск. pełny.
- наличие ряда лексем кашубского происхождения и т. д.

## Состав
«Духовные песни» представляют собой сборник церковных гимнов (песен). Помимо собственных переводов Ш. Крофей включил в книгу также католические польские гимны. В числе песен отмечаются такие, как Pieśń Polska, Stara Pieśnia и другие. Песни в сборнике расположены в соответствии с церковным календарём и начинаются с Адвента. Кроме того в книгу включены основные молитвы, такие, как Отче наш и Символ Веры (Credo). Вместе с «Духовными песнями» (под одной обложкой) были обнаружены рукописные тексты, включающие 56 песен и одну молитву. Вероятнее всего рукописное дополнение было создано в XVIII веке (в одной из песен встречается ссылка на дату — 1709 год) и принадлежит авторству нескольких переписчиков.

## Об авторе перевода
Автор перевода — Шимон Крофей (Szymon Krofej) — евангелический пастор из города Бытува (юго-западная Кашубия). По предположению Ф. Лоренца, основанного на диалектных особенностях перевода, местом рождения Ш. Крофея были районы севернее Бытува и южнее Слупска. Как следует из полного названия перевода «Духовных песен» Ш. Крофей называл свой язык «славенским» (slawięsky), что соответствует названию одного из архаичных кашубских диалектов — словинского, который был распространён в окрестностях Гардна и Смолдзина среди славян-протестантов до конца XIX века (окончательно вымер в первой половине XX века). Помимо «Духовных песен» Ш. Крофей также перевёл и издал книгу Ćwiczenia katechizmowe, сохранившуюся в одном экземпляре (издания 1758 года). Авторство перевода «Духовных песен» (или по-крайней мере значительной её части) Ш. Крофея подтверждает отсутствие совпадений с другими польскими переводами этой книги. Можно предположить, что Ш. Крофей, знакомый с изданиями польской религиозной литературы того времени, намеренно использовал в своём переводе «Духовных песен» словинско-кашубскую лексику и некоторые специфические словинско-кашубские фонетические и морфологические черты, так как данный перевод был предназначен для славян Поморья.